# Hungrybox
Juan Manuel DeBiedma (né le 21 juin 1993), plus connu sous le pseudo Hungrybox (abrégé en HBox), est un joueur professionnel argentin-américain de Super Smash Bros.Melee d'Orlando (Floride) qui joue Rondoudou. Il est considéré comme le meilleur joueur de Rondoudou au monde et a gagné de nombreux tournois majeurs, comme l'EVO en 2016. D'après les classements du SSBMRank, Hungrybox est le meilleur joueur du monde en 2010, puis entre 2017 et 2020.
Hungrybox est l'un des « Cinq Dieux » de Melee, titre accordé aux cinq joueurs de Super Smash Bros.Melee ayant dominé ensemble et sans partage la scène compétitive du jeu, aux côtés de Jason « Mew2King » Zimmerman, Joseph « Mang0 » Marquez, Adam « Armada » Lindgren et Kevin « PPMD » Nanney,,. Hungrybox détenait le record de la plus grosse récompense monétaire en tournoi de Melee avec un gain de 14 232 dollars encaissés à l'EVO 2016, jusqu'au Smash Sumit 11 remporté par Mang0 en 2021. 
Depuis la sortie de Super Smash Bros. Ultimate, il occupe une place centrale au sein de la communauté du jeu, impliqué en tant que joueur mais surtout en tant que commentateur et organisateur de tournoi.

## Carrière
Hungrybox raconte être « devenu bon à force d'astuce », ses mains n'étant pas assez rapides pour s'imposer sur la technique pure. En 2009, Debiedma arrive troisième à la première édition du tournoi GENESIS, son premier podium à un tournoi national américain, mais totalement éclipsé par la prestation absolument légendaire du suédois "Armada" qui a su s'imposer sur une scène compétitive totalement dominé par les États-Unis à cette époque. Il gagne son premier tournoi à Revival of Melee 2 la même année. Hungrybox continue à arriver 2ème à 5ème sur un certain nombre de tournois. En 2014, il atteint le podium à neuf tournois majeurs de Melee, incluant une victoire à Fight Pitt V et une deuxième place à l'EVO 2014. Hungrybox estime qu'on commence à plus le respecter depuis quelques années qu'à l'époque où on considérait que les résultats de son personnage, Rondoudou, ne dépendaient pas du talent du joueur, mais du fait que le personnage ne serait pas spécialement difficile à jouer, demandant très peu de techniques au joueur. En 2015, Debiedma gagne sa première victoire nationale de l'année à Paragon après une victoire contre Jason « Mew2King » Zimmerman en grande finale.
Le 3 juillet 2013, Debiedma est sponsorisé par CLASH Tournaments aux côtés de Aziz « Hax » Al-Yami. Le 17 avril 2014, Debiedma quitte CLASH Tournaments et rejoint Team Curse. Le 6 janvier 2015, Team Curse annonce sa fusion avec Team Liquid. En raison de la fusion, Debiedma rejoint Team Liquid aux côtés de Kashan « Chillin » Khan et intègre l'équipe Ken et KoreanDJ.
Sur Reddit, en juin 2013, Debiedma et un autre excellent joueur de Super Smash Bros. Melee, Joseph « Mango » Marquez, se querellent en public lors d'un événement Ask Me Anything de Mango. Debiedma  affirme que Marquez, qui est le meilleur joueur du monde à l'époque, est très immature et qu'il a cherché à monter l'ensemble de la communauté Smash contre lui. Il demande plus de respect de la part de Marquez, qui répond qu'il le respecte en tant que personne et à l'extérieur de la communauté, mais pas quand il joue au jeu. Il ajoute « je pense que tu es douloureusement nul. Tu as appris un coup et tu en abuses. Tu ne t'adaptes jamais. T'es nul et si tu veux me faire taire, bats-moi systématiquement et ça va changer ».
En août 2015, Debiedma annonce qu'il jouera moins au jeu, alors qu'il commence sa carrière d'ingénieur. Il arrive troisième au Paragon de Los Angeles, perdant contre Mew2King avec un score de 3-2. Le même joueur l'élimine 3-1 au plus grand tournoi de Project M de l'histoire. En octobre, HungryBox gagne les championnats du monde 3-1 contre Mew2King. En novembre, il gagne la DreamHack Winter 2015, battant Armada 3-1 après avoir perdu 3-0 contre lui au set précédent, et il gagne le tournoi doubles avec Axe.
Le 17 juillet 2016, Debiedma devient champion de Super Smash Bros. Melee à l'EVO, battant Armada en grande finale. Debiedma perd en demi-finale contre Justin « Plup » McGrath, mais parvient à éliminer S2J, Mango et Plup pour affronter Armada. En finale, Armada joue Fox et Hungrybox joue Rondoudou. Il gagne contre Armada deux fois de suite, avec un score de 3-2 à chacun des deux sets. 
En 2017, Hungrybox est finalement classé 1er au SSBMRank. Il conversera cette place pendant les deux années suivantes également. En parallèle, Debiedma se met à jouer à « Ultimate » gardant son Rondoudou iconique comme son personnage principal. En 2020, à la suite de la pandémie de Covid-19, les tournois de Melee utilisent « Slippi ». Un netplay afin de pouvoir y jouer en ligne (Melee ne possédant pas de mode Multijoueur en ligne). La transition affaiblit Hungrybox qui effectue l'une de ses périodes les moins performantes depuis 2008

## Vie personnelle
Debiedma naît en Argentine le 21 juin 1993.  Il obtient son baccalauréat à Orlando, et son diplôme de génie chimique en 2015 à l'Université de Floride. En 2015, il commence à travailler en tant qu'ingénieur chez WestRock. En 2016, après une contre-performance à The Big House 6, Debiedma quitte son emploi pour se consacrer au sport électronique à plein temps. Lors d'une interview, Hungrybox révèle que son père biologique est décédé.